# مرکز ملی اطلاعات
مرکز ملی اطلاعات (اسپانیایی: Centro Nacional de Inteligencia‎) سازمان اطلاعاتی کشور اسپانیا است که به عنوان سازمان اطلاعات خارجی و داخلی آن عمل می‌کند. ساختمان این سازمان در نزدیکی شهر مادرید واقع شده‌است. تمرکز این سازمان بر شمال آفریقا و آمریکای جنوبی است و در بیش از ۸۰ کشور فعالیت می‌کند. بودجه رسمی این سازمان برای سال ۲۰۲۳ تقریباً ۳۳۷ میلیون یورو است (CNI می‌تواند منابع بیشتری را از بودجه‌های محرمانه دریافت کند).
مأموریت این سازمان ارائه تمام اطلاعات لازم به دولت اسپانیا برای جلوگیری و اجتناب از هرگونه خطر یا تهدیدی است که بر استقلال یا یکپارچگی اسپانیا، منافع ملی، نهادها و حاکمیت قانون تأثیر می‌گذارد. به همین ترتیب، قانون بیان می‌کند که اهداف مشخص CNI هر ساله توسط هیئت وزیران تعیین و تصویب می‌شود. این اهداف در یک سند محرمانه به نام دستورالعمل‌های اطلاعاتی گنجانده خواهد شد.
در کنار این کنترل توسط شورای وزیران، با توجه به اینکه برخی فعالیت‌ها نیازمند چنین مداخله‌ای هستند، یک کنترل قضایی نیز روی فعالیت‌های این سازمان وجود دارد. این کنترل توسط قاضی دادگاه عالی اسپانیا که با اکثریت واجد شرایط انتخاب گردیده، انجام می‌شود. از این نظر، اقداماتی که مستلزم مجوز قبلی از سوی دادگاه هستند، مربوط به شنود ارتباطات، ورود به منزل یا شرکت، یا هرگونه نقض احتمالی دیگر از حقوق اساسی اعطا شده توسط قانون اساسی اسپانیا در سال ۱۹۷۸ می‌شود.